# McDonnell Aircraft Corporation
Die McDonnell Aircraft Corporation war ein US-amerikanischer Luft- und Raumfahrthersteller aus St. Louis, Missouri. Sie wurde 1939 von James Smith McDonnell gegründet und fusionierte 1967 mit der Douglas Aircraft Company zu McDonnell Douglas.

## Geschichte
James Smith McDonnell war Absolvent des MIT und gründete 1928 die J.S. McDonnell & Associates in Milwaukee, Wisconsin. Er wollte Flugzeuge für den privaten Gebrauch produzieren. Die Wirtschaftskrise 1929 ruinierte sein Unternehmen. Er kam bei dem Flugzeughersteller Martin unter. 1939 machte er sich erneut selbständig und gründete die McDonnell Aircraft Corporation, diesmal nahe St. Louis, Missouri.
Im Zweiten Weltkrieg profitierte das Unternehmen von Rüstungsaufträgen. Nach dem Krieg begann McDonnell, kleinere Jets zu entwickeln, die auf der erfolgreichen FH-1 Phantom basierten. Weitere erfolgreiche Modelle für die US-Marine waren die McDonnell F2H Banshee, McDonnell F3H Demon und McDonnell F-101 Voodoo. Nach dem Koreakrieg konnte McDonnell 1958 mit der F-4 Phantom II einen Großauftrag gewinnen.
Weiterhin stieg McDonnell in das neue Geschäft mit Raketen ein. Im Raumfahrtprogramm der USA wurde die Firma Hauptauftragnehmer des Mercury-Programms und des Gemini-Programms.
Im Jahr 1967 fusionierte McDonnell mit der Douglas Aircraft Company zu McDonnell Douglas, weiteres siehe dort.

## Produkte

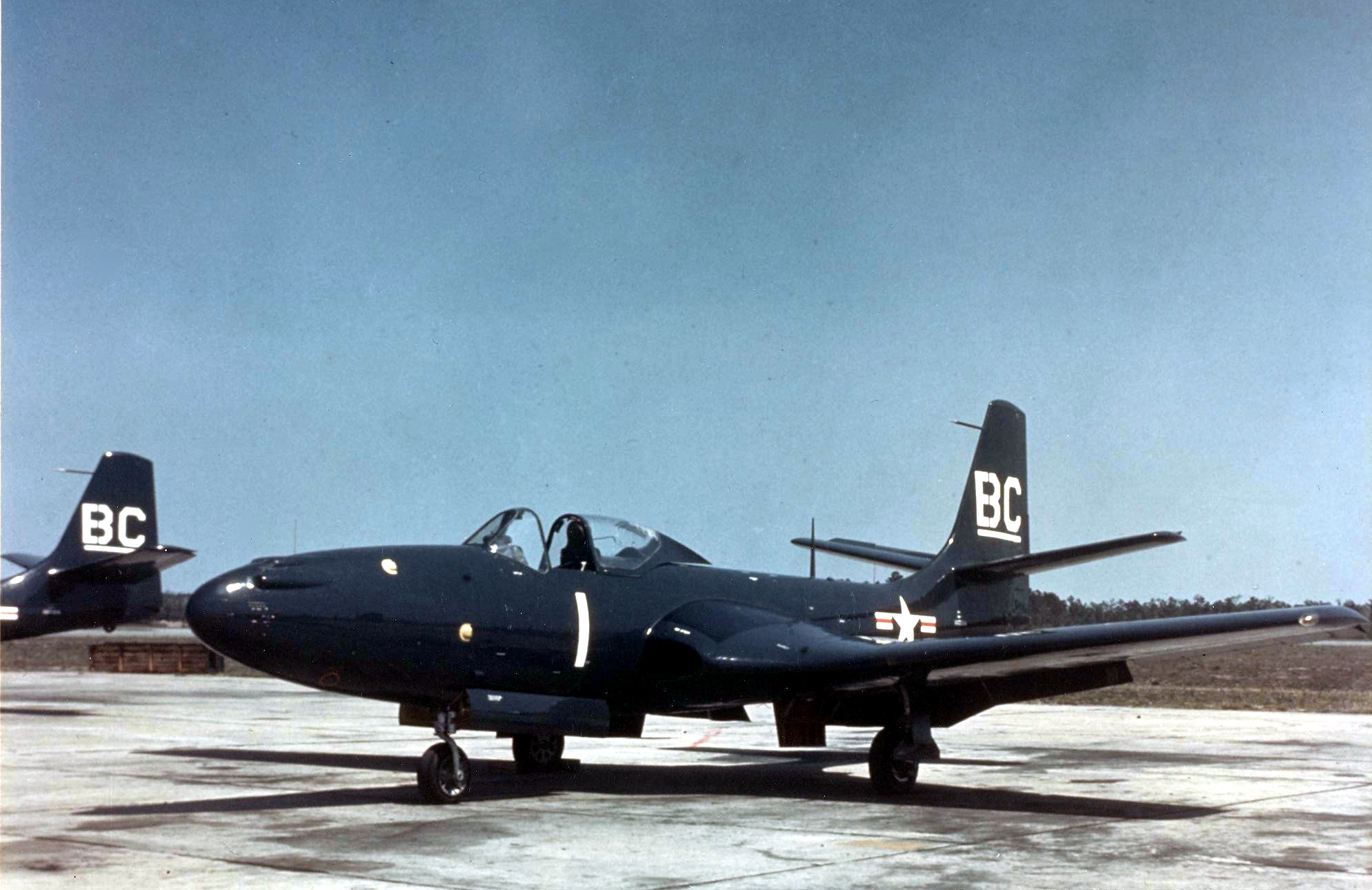
Phantom FH-1 (1949)

- TD2D/KDD/KDH Drohne
- XP-67 Bat
- FH Phantom
- F2H Banshee
- F3H Demon
- F4H/F-4 Phantom II
- XF-85 Goblin
- XF-88 Voodoo
- F-101 Voodoo
- McDonnell 119/220
- XV-1
- XH-20 Little Henry
- XHJD-1 Whirlaway
- Mercury-Programm
- Gemini-Programm